# Buhăeni, Iași
Buhăeni este un sat în comuna Andrieșeni din județul Iași, Moldova, România.